# Daniel Verelst
Daniel "Danny" Verelst (Boom, 20 de desembre de 1969) va ser un ciclista belga, que fou professional entre 1992 i el 1996. Posteriorment competí com amateur.

## Palmarès
- 1991
  - 1r a la Kattekoers
- 1994
  - 1r a la Copa Sels
- 2003
  - 1r a la Volta al Brabant flamenc
  - 1r a la Volta a la província de Namur i vencedor d'una etapa
- 2004
  - 1r a l'Internationale Wielertrofee Jong Maar Moedig
  - Vencedor d'una etapa a la Volta a la província de Namur
- 2008
  - 1r a la Volta al Brabant flamenc